# Taxodiaceae
Famille
Les Taxodiaceae (Taxodiacées) sont une famille de conifères de l'ordre des Pinales; elle compte en classification classique :
Selon GRIN (14 espèces réparties en 10 genres) :
- genre Athrotaxis D. Don (non reconnu par ITIS)
- genre Cryptomeria D. Don
- genre Cunninghamia R. Br.
- genre Glyptostrobus Endl. (non reconnu par ITIS)
- genre Metasequoia Miki ex Hu et W. C. Cheng
- genre Sciadopitys Siebold & Zucc. (non reconnu par ITIS)
- genre Sequoia Endl.
- genre Sequoiadendron Buchh. (le séquoia géant)
- genre Taiwania Hayata (non reconnu par ITIS)
- genre Taxodium L.C. Rich. (les cyprès chauves)

Selon ITIS :
- genre Cryptomeria D. Don
- genre Cunninghamia R. Br.
- genre Metasequoia Miki ex Hu et W. C. Cheng
- genre Sequoia Endl.
- genre Sequoiadendron Buchh.
- genre Taxodium L.C. Rich.

Ce sont des arbres ou des arbustes, des régions tempérées et subtropicales, à feuilles persistantes en aiguille ou en écailles ou caduques comme pour les Cyprès chauves.
En classification phylogénétique cette famille n'existe plus parce qu'elle est incluse dans la famille des Cupressaceae, sauf le genre Sciadopitys qui fait maintenant partie d'une famille distincte, les Sciadopityaceae.

## Paléobotanique
Seize troncs d'arbres morts, dont plusieurs espèces de la famille des Taxodiaceae, parfaitement conservés depuis le Miocène (plus précisément du Tortonien — une époque où le continent européen était partiellement submergé par les eaux —) ont été trouvés en 2007 au fond d'une immense crevasse profonde de 60 mètres situé dans la mine de lignite à ciel ouvert de Bukkabrany à 160 km au nord-est de Budapest, la capitale de la Hongrie. L'intérêt de cette découverte réside dans le fait que ces arbres, vieux d'environ 7 millions d'années ne sont ni carbonisés, ni fossilisés, mais ont gardé toute leur structure en bois.
Ces seize fragments d'arbres, situés dans un petit périmètre de moins de 100 m2, ont une hauteur de 4 à 6 mètres pour un diamètre de 1,5 à 3 mètres. Leur taille devait approcher les 30 ou 40 mètres. Les troncs ont été conservés dans leur forme et leur matière originales grâce à une conservation exceptionnelle, sinon miraculeuse, due au fait qu'ils ont été rapidement recouverts par une couche de sable gris de près de 6 m d'épaisseur, elle-même surmontée d'une fine couche de sable jaune. La conservation est due à l'absence de bactéries dans cette couche de sable gris ; le bois original ne s'est pas non plus fossilisé.
Ces arbres constituent, pour les scientifiques, une importante mine d'informations sur la flore du Miocène et sur les origines de la Pannonie qui à l'époque était une immense étendue d'eau, appelée Lac Pannon, sur les rivages duquel prospéraient ces arbres. Grâce aux examens de dendrochronologie — étude de la datation des changements climatiques par l'étude des anneaux des arbres — il sera possible de connaître en détail le climat d'une petite période du Miocène s'étalant entre 1 000 et 1 500 ans.
Plusieurs millions d'euros ont été débloqués par le ministère hongrois de l'environnement pour assurer la préservation des seize arbres extraordinairement conservés. Ils devraient rapidement être conservés dans un aquarium reproduisant les conditions humides de leur conservation, à l'intérieur d'Ipolytarnoc, le parc national de Bükk. Soumis à l'air et au soleil, les arbres s'abîment rapidement en perdant leur cellulose qui constitue les parois des cellules de leur bois.